# Proof/no vain
«Proof/no vain» es el segundo sencillo de MELL, bajo el sello, Geneon Entertainment. "Proof" fue utilizada como primer ending de la serie de anime; Hayate caballero de combate. El sencillo alcanzó el puesto decimoctavo en la lista Oricon y llegó a vender un total de trecemil copias.

## Canciones
1. «Proof» -- 5:33
Composición: Kazuya Takase
Arreglos: Kazuya Takase
Letras: Mell
2. «no vain» -- 6:01
Composición: Kazuya Takase
Arreglos: Kazuya Takase
Letras: Mell
3. «Proof» (instrumental) -- 5:33
4. «no vain» (instrumental) -- 5:59